# Lucia Caporaso

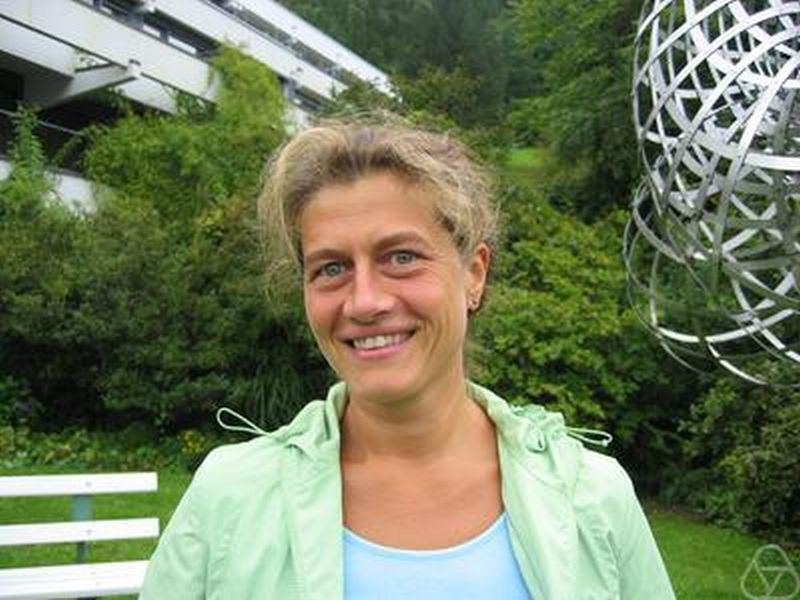
Lucia Caporaso, Oberwolfach 2006

Lucia Caporaso (* 25. Mai 1965 in Rom) ist eine italienische Mathematikerin, die sich mit Algebraischer Geometrie befasst.
Caporaso studierte Mathematik an der Universität Rom (La Sapienza) mit dem Laurea-Abschluss 1989 und wurde 1993 an der Harvard University bei Joseph Daniel Harris (Joe Harris) promoviert (On a Compactification of the Universal Picard Variety over the Moduli Space of Stable Curves). Von 1993 bis 1997 war sie Benjamin Peirce Assistant Professor in Harvard. Ab 1994 war sie an der Universität Rom (Tor Vergata), war von 1997 bis 2001 Assistant Professor am Massachusetts Institute of Technology und von 1999 bis 2001 Assistenzprofessorin an der Universität Sannio. Seit 2001 ist sie Professorin an der Universität Roma Tre und steht dort seit 2013 der Fakultät für Mathematik und Physik vor.
Sie befasst sich unter anderem mit Methoden der Tropischen Geometrie in Modulräumen algebraischer Kurven und abzählender Geometrie (unter anderem von rationalen Punkten auf algebraischen Kurven).
1996 war sie eingeladene Sprecherin auf dem Europäischen Mathematikerkongress in Budapest (Counting curves on surfaces: a guide to new techniques and results). Für 2018 ist sie eingeladene Sprecherin auf dem internationalen Mathematikerkongress in Rio de Janeiro (Recursive combinatorial aspects of compactified moduli spaces). 1997 erhielt sie den Bartolozzi-Preis. 2015 war sie Plenarsprecherin auf dem Kongress der Unione Matematica Italiana in Siena.
1992/93 erhielt sie von der Alfred P. Sloan Foundation eine Doctoral Fellowship, von 1995 bis 1997 war sie Sloan Research Fellow. Sie war Gastwissenschaftlerin unter anderem am Mathematical Sciences Research Institute (MSRI) und an den Universitäten Nizza und Straßburg.

## Schriften (Auswahl)
- mit Joe Harris: Counting plane curves of any genus. Inventiones mathematicae, Band 131, 1998, S. 345–392.
- mit Filippo Viviani: Torelli theorem for graphs and tropical curves. Duke Math. J., Band 153, 2010, S. 129–171.
- mit Omid Amini: Riemann-Roch theory for weighted graphs and tropical curves. Advances in Mathematics, Band 240, 2013, S. 1–23.
- Geometry of the theta divisor of a compactified jacobian. Journal of the European Mathematical Society, Band 11, 2009, S. 1385–1427-
- Algebraic and tropical curves: comparing their moduli spaces. in: G. Farkas, I. Morrison (Hrsg.),  Handbook of Moduli, Band 1, Advanced Lectures in Mathematics, Band XXIV, 2013, S. 119–160.
- Algebraic and combinatorial Brill-Noether theory. in:  V. Alexeev, E. Izadi, A. Gibney, J. Kollàr, E. Loojenga (Hrsg.), Compact Moduli Spaces and Vector Bundles, Contemp. Math., Band 564, 2012, S. 69–85.
- mit Joe Harris, Barry Mazur: How many rational points can a curve have? in: The Moduli space of curves, Progress in mathematics 129, Birkhäuser, 1995, S. 13–32.
- Compactified Jacobians, Abel maps and Theta divisors. Contemporary Mathematics, Band 465, 2008 (Valery Alexeev, Arnaud Beauville, Herbert Clemens (Hrsg.), Curves and Abelian varieties: international conference, in honor of Roy Smith’s 65th birthday. March 30-April 2, 2007), 2008.
- Moduli theory and arithmetic of algebraic varieties. in: Alberto Collino, Alberto Conte, Marina Marchisio (Hrsg.), Proceedings of the Fano conference, 2004, S. 353–379.
- mit Dan Abramovich, Sam Payne: The tropicalization of the moduli space of curves. Annales Scientifiques del’ENS, Band 48, 2015, S. 765–780.